# Над Черемошем
«Над Черемошем» — радянський художній фільм режисера Григорія Крикуна, створений Київською кіностудією імені Олександра Довженка у 1954 році.

## Сюжет
Стрічка розповідає про процес колективізації в гуцульському селі в перші після закінчення Другої Світової війни. Селяни спочатку не розуміють і не приймають це нововведення. Одночасно їх залякують і погрожують розправою, якщо вони стануть колгоспниками, так звані «куркульські банди», що засіли в лісах.

## В ролях
| Актор              | Роль            |
| ------------------ | --------------- |
| Ганна Бабіївна     | Василина        |
| Михайло Бєлоусов   | Михайло Чернега |
| Ярослав Геляс      | Микола Сенчук   |
| Любов Калачевська  | Олена           |
| Дмитро Капка       | дід             |
| Григорій Козаченко | Бундзяк         |
| Кость Кульчицький  | Качмала         |
| Олена Лицканович   | Ксенія          |
| Дмитро Мілютенко   | ігумен          |
| Федір Радчук       | Савва Дмитрак   |
| Алла Ролик         | Марічка         |
| Володимир Сокирко  | Мар'ян          |
| Микола Москаленко  | Василь          |
| Петро Масоха       | Галібей         |
| Віктор Жихарський  | Вацеба          |
| Ганна Сумська      |                 |